# José Esteban Ruiz Guevara
José Esteban Ruiz-Guevara (Puerto de Nutrias, 27 de abril de 1928 - Mérida, 24 de julio de 2006) fue un escritor, historiador, periodista y guerrillero comunista venezolano. Miembro del Partido Comunista de Venezuela y la AVP (Asociación venezolana de periodistas) en el Estado Barinas. 

## Biografía
Fue único hijo ya que sus hermanos murieron recién nacidos. Su educación media la recibe entre Guanare y Barquisimeto. Inicio estudios de Ingeniería en la Universidad Central de Venezuela pero poco después la abandonó. Desarrolló estudios autodidactas, lo que lo hizo pasearse por varios campos del saber y el conocimiento, siendo la historia, la literatura, el periodismo, la antropología y la etnología las áreas en las que más se ocupó. Escribió en periódicos y revistas de Barinas y Venezuela. Cronista de Altamira de Cáceres.

### Guerrillero comunista
Opositor a la dictadura de Marcos Pérez Jiménez, fue perseguido y preso político durante ese período. También fue perseguido y encarcelado en los primeros años de la democracia esto debido a que fue miembro activo de las FALN combatió al lado de Douglas Bravo, una lesión lo manda de retiro a Barinas. Fue el fundador del Partido Comunista de Venezuela en Barinas

### Etapa intelectual
Vivió muy cerca de la familia de Hugo Chávez Frías en la ciudad de Barinas y mucho se ha especulado acerca de la relación de ambos, pero lo cierto es que la biblioteca de Ruiz-Guevara, estudioso del Marxismo, la Historia universal y de Venezuela, generaría interés en el joven Hugo Chávez y su hermano Adan, el cual estrecharían una fecunda amistad con Wladimir Ruiz  y Federico Ruiz hijos de Ruiz-Guevara, a este grupo también se suma Luis Velásquez Alvaray compañero de clases de estos jóvenes y que años después se convertiría en magistrado. 
Fue Ruiz-Guevara quien impidió en una ocasión que Hugo Chávez se fuera de baja del ejército, diciendo: “Tú no te puedes ir de allí. Haga lo que sea por permanecer más tiempo. Siga, trabaje duro, hijo. Tienes que quedarte allí. Amárrase los pantalones y quédese en el ejército. Usted tiene que estar allí”.
Fue autor de obras como “Piedras erradas”, edición de Corpoandes, coautor junto con Eduardo Rivero de “Aportes para el estudio de la bibliografía humanística del Estado Barinas” y “Codazzi en Barinas”. Fue uno de los más grandes coleccionistas de memorias de Venezuela: Filatelista, numismático, bibliófilo.